# Filip Danijel Šarić
Filip Danijel Šarić (geboren am 8. Oktober 2004 in Madrid) ist ein Handballtorwart, der die bosnische und die spanische Staatsbürgerschaft besitzt.

## Vereinslaufbahn
Šarić (in Spanien: Saric) begann seine Vereinslaufbahn in Katar, wo sein Vater zu dieser Zeit lebte, beim Verein Al-Duhail SC.
Ab 2022 stand er in Spanien auf dem Feld. Er spielte zunächst bei Sant Marti Adrianenc. 2023 wechselte er ins Nachwuchsteam des FC Barcelona, genannt Barça Atletic, mit dem er teils in der División de Honor Plata eingesetzt wurde.
Mit der ersten Mannschaft seines Vereins debütierte Saric in der Spielzeit 2023/2024 der Liga Plenitude, Spaniens höchster Liga, in der er fortan in wenigen Spielen Einsatzzeiten erhielt. Auch in der EHF Champions League kam Saric zu Einsätzen, er debütierte hier im September 2023. Aufgrund der Verletzung der Stammtorhüter Emil Nielsen und Gonzalo Pérez de Vargas kam Saric ab Februar 2025 auch zu Einsätzen als Haupttorwart mit der ersten Mannschaft seines Vereins aus Barcelona.

### Erfolge
- Spanischer Meister: 2023/24
- EHF-Champions-League-Sieger: 2023/24

## Privates
Der Vater von Filip Danijel Šarić, Danijel Šarić, war ebenfalls Handballtorwart.